# Aphodiites protogaeus
Aphodiites protogaeus är en skalbaggsart som beskrevs av Oswald Heer 1865. Aphodiites protogaeus ingår i släktet Aphodiites och familjen Glaresidae. Inga underarter finns listade i Catalogue of Life.